# Base Marambio
La base Marambio (in spagnolo Base Marambio) è una base antartica permanente argentina dedicata al pilota Gustavo Argentino Marambio della Fuerza Aérea Argentina, uno dei primi argentini a volare in Antartide.

## Ubicazione
Localizzata ad una latitudine di 64° 14' sud e ad una longitudine di 56°37' ovest, la base si trova sull'isola Seymour (isla Marambio), al largo della penisola Antartica. La struttura è stata inaugurata il 29 ottobre 1969 ed è attualmente la principale base argentina sul continente antartico. La base accoglie 55 persone durante l'inverno che salgono a 150 durante la stagione estiva.

## Storia
Prima della fondazione della base, il vice-commodoro Mario Luis Olezza costruì la prima pista di atterraggio del continente, lunga 1 200 metri e larga 40. Oggi la pista, orientata 05/23 è equipaggiata con i sistemi VOR, DME and NDB per l'atterraggio elettronico. Sono presenti anche un radiofaro e fari elettronici e luminosi. I rifornimenti arrivano alla base durante tutto l'anno con oltre 100 voli intercontinentali. La struttura funge da nodo logistico per la distribuzione degli stessi a tutte le altre basi del continente (tranne che per la base Belgrano II, che è rifornita autonomamente).
Il Fokker F-28 Fellowship T-01 "Patagonia", appartenente alla presidenza argentina, è stato il primo aereo ad atterrare sul continente antartico, il 28 luglio 1973 alle ore 13.28.
La base si compone attualmente di 27 edifici per una superficie coperta complessiva di 4 278 m², 1 155 di quali sono utilizzati come alloggio dal personale. Nell'ambulatorio di 45 m² sono presenti un medico e tre infermieri che dispongono di tre letti ed apparecchiature a raggi-X. La base utilizza ogni anno 492.000 litri di gasolio, sia per la logistica che per alimentare i quattro generatori aventi capacità complessiva di 1 000 kW. La base ha anche un sistema per il trattamento delle acque di scarico.

## Temperature
La temperatura media della base è di 1.5 °C durante l'estate e di −15 °C durante l'inverno. I venti fanno però scendere la temperatura percepita a −60 °C.

## Attività scientifica
Oltre ad una stazione meteorologica nella base viene svolta attività di ricerca su raggi cosmici, glaciologia, ionosfera, aurore ed ozonosfera.

## Comunicazioni
La base è connessa con il resto del mondo attraverso un sistema satellitare che fornisce servizi telefonici, fax, TV ed internet. Nel settembre 2006 le società di telefonia mobile argentine CTIMóvil e Movistar hanno installato un'antenna per la copertura GSM dell'area. All'interno della base, e tra le basi del continente, i principali mezzi di comunicazione sono radio su frequenze HF, Vox/data, VHF, AM e, per scopi aeronautici UHF-FM.
Il servizio internet è fornito dalla società Speedy Argentina, che copre l'intera superficie della base attraverso sistemi di tipo wireless LAN e Wi-Fi (che rappresentano uno degli hot spot wireless più a sud del mondo). Punti telefonici pubblici sono forniti dalla Telefonica de Argentina, a tariffe nazionali argentine.